# Anchero Pantaléone
Anchero Pantaleóne (Troyes, Champaña-Ardenas, c. 1210 - Roma, 1286) fue un cardenal francés y cardenal nepote del Papa Urbano IV, su tío, que lo elevó al cardenalato el 22 de mayo de 1262. Fue cardenal primado desde 1277 hasta su muerte, el 1 de noviembre de 1286.
El cardenal Pantaléone participara en distintas elecciones papales entre las que se cuentan la de 1264-1265 (elección de Clemente IV), la elección de 1268-1271 (elección de Gregorio X), el primer cónclave de 1276 (elección de Inocencio V), el segundo cónclave de 1276 (elección de Adriano V), el tercero de 1276 (elección de Juan XXI), el cónclave de 1277 (elección de Nicolás III), el de 1280-1281 (elección de Martín IV) y el cónclave de 1285 (elección de Honorio IV).